# Гришина, Анастасия Николаевна
Анастаси́я Никола́евна Гри́шина (род. 16 января 1996, Москва) — российская гимнастка, серебряный призёр Олимпийских игр 2012 года в командном многоборье; двукратный бронзовый призёр Чемпионата Европы 2013 года, двукратный серебряный призёр Чемпионата Европы 2012 года. Заслуженный мастер спорта России (2012).

## Биография
Родилась 16 января 1996 года в Москве. Родители — Галина Николаевна и Николай Степанович. Братья — Вадим, Юрий и Евгений. 
Закончила 268-ю школу ЦАО Москвы, в настоящее время — студентка МГУ им. Ломоносова, факультет журналистики.
В сентябре 2002 года пришла в гимнастику в зал ЦСКА. Первыми тренерами стали Ольга Сиккоро, акробат Владимир Гуров, хореографы Татьяна Касперович и Светлана Гришмановская. В настоящее время Анастасия тренируется с Сергеем Зеликсоном и хореографом Мариной Булашенко, а также c тренерским дуэтом Разумовских.
Неоднократно становилась чемпионкой Москвы и победительницей первенства России. В 2010 году дебютировала в сборной России на чемпионате Европы среди юниоров в Бирмингеме, одержав победы в вольных упражнениях, на разновысоких брусьях и в командном первенстве, а также став серебряным призёром в многоборье. В 2011 году вошла в основной состав сборной России, в том же году в Италии выиграла юниорские соревнования в городе Йезоло с внушительной суммой в многоборье 59,450 с отрывом в 2 балла от ближайших преследовательниц.
В 2012 году завоевала две серебряные медали на чемпионате Европы в Брюсселе, завоевав серебро в командном первенстве и на брусьях. Вошла в состав олимпийской сборной России, в составе которой стала серебряным призёром Игр в Лондоне в командном первенстве.
В 2013 году заняла 2-е место в многоборье на чемпионате России, уступив Алии Мустафиной и опередив Евгению Шелгунову. На том же чемпионате России Настя выиграла брусья, опередив действующую олимпийскую чемпионку на этом снаряде, Алию Мустафину.
В апреле 2013 года Анастасия Гришина принимала участие в Чемпионате Европы, который проходил в Москве, и выиграла две бронзовых медали — в многоборье и в упражнениях на бревне. Также Настя выступала на этапах Кубка мира, в Котбусе она выиграла брусья и бревно, а в июне 2013 года на этапе кубка мира в Португалии Анастасия выиграла золотую медаль на брусьях.
В марте 2017 года стало известно, что мать Галина Николаевна выгнала Анастасию с мужем и ребёнком из дома и оставила без её накопленных сбережений.

## Награды
- Медаль ордена «За заслуги перед Отечеством» I степени (13 августа 2012 года) — за большой вклад в развитие физической культуры и спорта, высокие спортивные достижения на Играх XXX Олимпиады 2012 года в городе Лондоне (Великобритания)[10].
- Заслуженный мастер спорта России (20 августа 2012 года)[11].